# Оразов, Токен Оразович
Токен Оразович Оразов (1907, аул № 1, Баян-Аульская волость, Павлодарский уезд, Семипалатинская область, Российская империя — октябрь 1971) — советский партийный и государственный деятель. Первый секретарь Актюбинского областного комитета ВКП(б) (1938). Член КПСС с 1928 года.

## Биография

### Образование
1924—1926 гг. — слушатель Павлодарской школы советского и партийного строительства.
1927—1928 гг. — слушатель кооперативных курсов при Семипалатинском промышленно-экономическом техникуме.
1932—1933 гг. — слушатель Курсов партийного актива при Казахском краевом комитете ВКП(б).
1948—1950 гг. — слушатель Высшей партийной школы при ЦК КП(б) Казахстана.

### Трудовая деятельность
- 1926—1927 гг. — заведующий избой-читальней исполнительного комитета Баянаульского волостного Совета.
- 1928—1929 гг. — секретарь местного комитета профсоюза, инструктор Семипалатинского окружного сельского кредитного союза.
- 1929—1930 гг. — председатель правления Аягузского районного коллективно-хозяйственного союза.
- 1930—1931 гг. — заведующий АМО Баянаульского районного комитета ВКП(б) (Казакская АССР).
- 1931—1932 гг. — секретарь комитета ВКП(б) Экибастузского мясного совхоза.
- 1932 г. — заведующий культурно-пропагандистским отделом Баянаульского районного комитета ВКП(б) (Казакская АССР).
- 1933—1935 гг. — инструктор Казахского краевого комитета ВКП(б).
- 1935—1937 гг. — инструктор Алма-Атинского областного комитета ВКП(б).
- 1937 г. — первый секретарь Чубартауского районного комитета КП(б) Казахстана (Алма-Атинская область).
- 1937—1938 гг. — третий секретарь Алма-Атинского областного комитета КП(б) Казахстана, второй секретарь Алма-Атинского областного комитета КП(б) Казахстана.
- май-август 1938 г. — первый секретарь Актюбинского областного комитета КП(б) Казахстана.
- 1938—1939 гг. — начальник главного управления зерновых и свиноводческих совхозов Народного комиссариата совхозов Казахской ССР.
- 1939—1940 гг. — директор треста совхозов Народного комиссариата совхозов Казахской ССР.
- 1940—1941 гг. — директор Алма-Атинского молочного завода.

В 1941 г. был арестован, в 1942 г. — освобождён. Участник Великой Отечественной войны (1942—1944).
- 1944—1945 гг. — заместитель председателя исполнительного комитета Талды-Курганского областного Совета.
- 1945—1947 гг. — первый секретарь Панфиловского районного комитета КП(б) Казахстана (Талды-Курганская область).
- 1947—1948 гг. — председатель исполнительного комитета Талды-Курганского городского Совета.
- 1950—1952 гг. — председатель исполнительного комитета Кугалинского районного Совета (Алма-Атинская область).
- 1952—1953 гг. — заместитель директора Алма-Атинского педагогического института иностранных языков.
- 1953—1955 гг. — начальник отдела, заместитель директора треста «Казахсовхозводстрой».

С 1955 г. — начальник сектора хроники, директор документальных и научно-популярных фильмов киностудии «Казахфильм».

## Награды и звания
Награждён орденами орден Отечественный Войны II-й степени и «Знак Почёта».